# Jylland

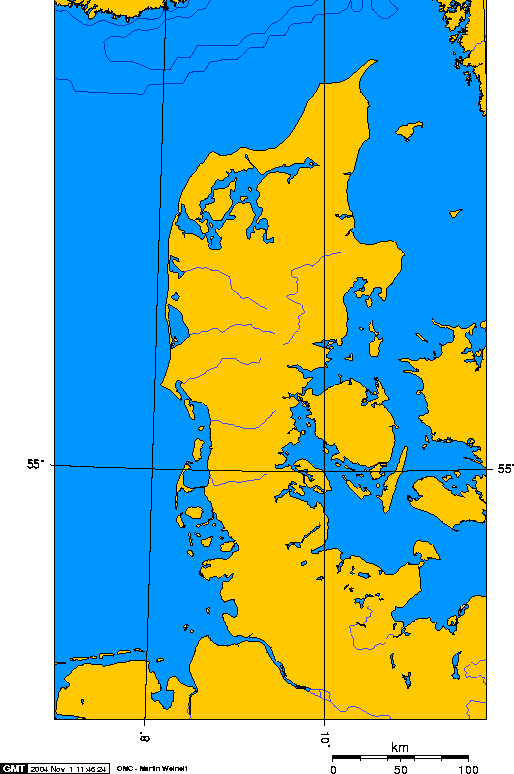
Bán đảo Jylland

Jylland (tiếng Anh: Jutland) là bán đảo làm thành miền tây Đan Mạch và là phần đất liền duy nhất của Đan Mạch nối với lục địa châu Âu.

## Tên gọi
Jylland do tiếng Đan Mạch thời trung cổ là Iutland, nghĩa là vùng đất của người Jutes (tiếng Đan Mạch hiện đại: jyde), trong đó tiền tố Iut xuất xứ từ chữ Đan Mạch cổ iuthær, tương đương với tiếng Bắc Âu cổ (norrønt) jótar, có khả năng đồng nghĩa với chữ ýtar = các người.
Nhà địa lý Hy Lạp cổ đại Claudius Ptolemaeus (khoảng 90 - 168 sau Công nguyên) gọi Jylland là Kimbrikẽ chersonẽsos (bán đảo của người Cimbri, vì xưa người Cimbri cư ngụ ở phần bắc bán đảo này). Tên Latin của bán đảo là Jutlandia

## Lịch sử
Về mặt lịch sử, biên giới phía nam của bán đảo Jylland mãi tới tận sông Eider, ranh giới giữa Schleswig với Holstein (bắc Đức hiện nay), và cũng là biên giới giữa Đan Mạch và Đức thời trung cổ. Phía nam sông Eider là Holstein, về mặt địa lý thì thuộc bán đảo Jylland, nhưng về mặt lịch sử thì không thuộc bán đảo này. Về mặt địa lý, bán đảo Jylland không có biên giới cố định, mà kéo dài tới tận sông Elbe (Đức), hoặc tới điểm mà bán đảo hẹp lại (một đường từ cửa sông Elbe tới Lübeck (Đức)). Nó cũng được gọi là bán đảo Jylland-Holstein hoặc bán đảo Jylland-Schleswig-Holstein.
Bộ luật của Jylland năm 1241 dưới thời vua Valdemar II vẫn còn được áp dụng ở vùng Schleswig tới tận năm 1900
Theo nhận thức của người Đức thì trước khi có cuộc trưng cầu ý dân ở Schleswig năm 1920 (tiếng Đức: Volksabstimmung in Schleswig), bán đảo Jylland bắt đầu từ phía bắc của sông nhỏ Kongeå (tiếng Đức: Königsau), phía nam Vejen (nam Jylland) ngược lên phía bắc. Người Đức không hề tính vùng Schleswig-Sønderjylland (Südjütland) và nhất là vùng Holstein thuộc bán đảo Jylland. Lịch sử Đức thường coi vùng Nam Jylland do các người Angles (tiếng Đức: Angeln) thời cổ cư ngụ, còn Jylland do người Jutes (tiếng Đức: Jüten) cư ngụ. Tuy nhiên điều này không chắc chắn.

## Địa lý và hình thể

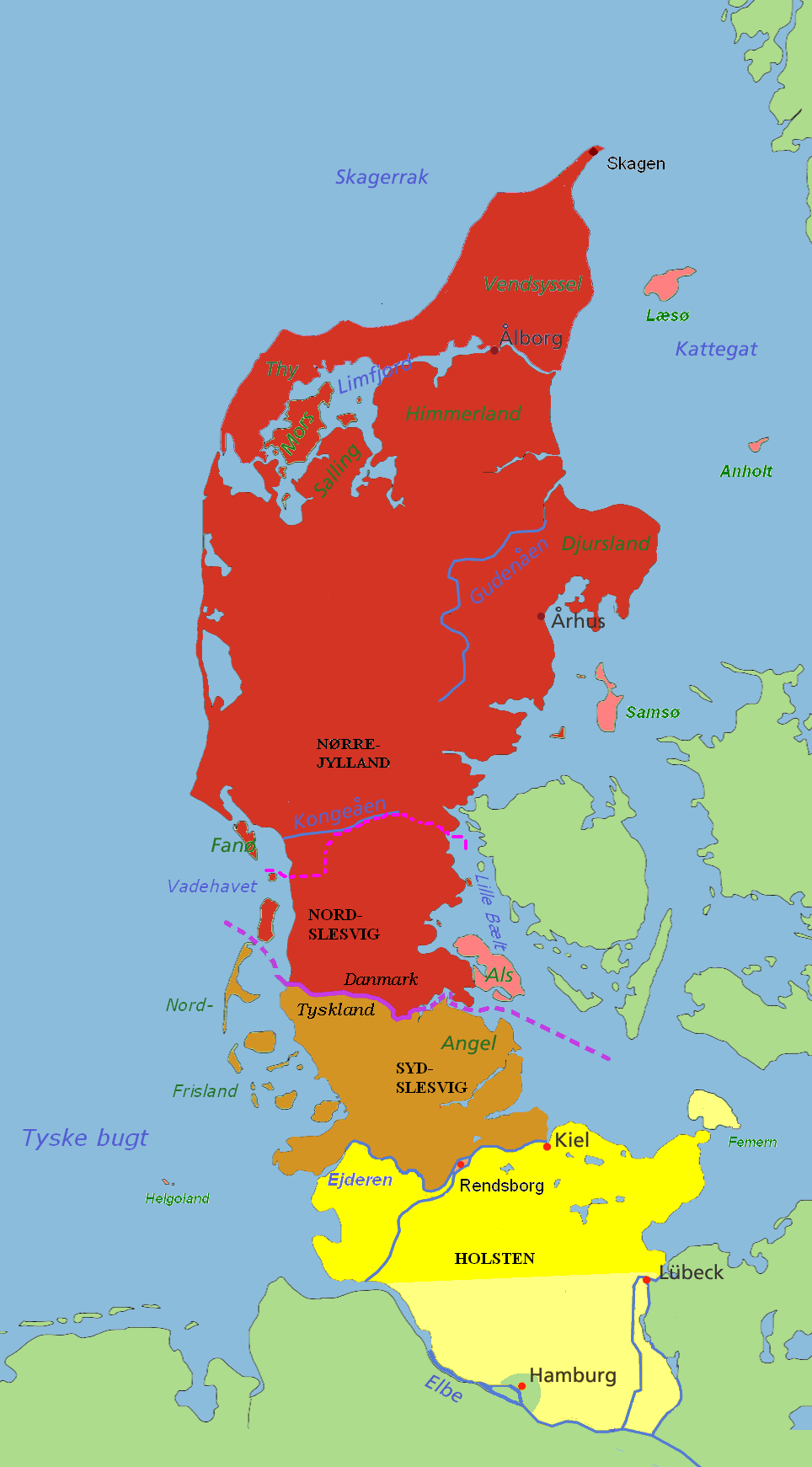
Đỏ: Phần Jylland của Đan Mạch. Hồng: Các đảo Læsø, Anholt, Samsø và Als thuộc Jylland. Nâu: Nam Schleswig về lịch sử, thuộc Jylland, nay thuộc Đức. Vàng: Holstein, không thuộc Jylland, nhưng nằm ở bán đảo Jylland.

Bán đảo Jylland có dạng gần giống hình thoi, đầu phía bắc nhọn, đầu phía nam hơi thót lại. Phía đông là eo biển Kattegat, phía bắc là eo biển Skagerak, phía tây là Bắc Hải và phía nam giáp Đức. Jyllland có diện tích 29.777 km2, chiếm hơn 2/3 tổng diện tích của Đan Mạch. Từ mũi Skagen (cực bắc) tới Padborg (biên giới phía nam) dài 337 km. Từ Fornæs (điểm cực đông) tới Bovbjerg (điểm cực tây) dài 174 km.
Về địa chất, Jutland chịu ảnh hưởng bởi một dải mép băng hà từ thời băng hà cuối cùng (Weichsel) khoảng 10.000 - 15.000 năm trước Công nguyên. Dải này rộng khoảng 20 km từ Ringkøbing tới Viborg rồi xuống phía nam. Mọi phần phía bắc và phía đông của dải này xưa kia bị băng hà bao phủ, phần phía tây của dải này là khu băng tan thành nước chảy ra Bắc Hải, để lại lớp trầm tích tạo thành vùng đất lẫn đất cát tương đối bằng phẳng ở phía tây. Khu vực phía bắc và phía đông của dải này là lớp băng tích (moraine) gồm sỏi cát, do đó khá gập ghềnh.
Phía tây có nhóm đảo ở vùng Biển lội (Wadden Sea) gần giáp bờ là các đảo Fanø, Rømø, Mandø, Langli và các đụn cát lớn Koresand, Jordsand
Jylland có 3 điểm cao nhất Đan Mạch là Yding Skovhøj (172,54 m trên mực nước biển), Møllehøj (170,86 m) và Ejer Bavnehøj (170,35 m)
Nhà thờ và 2 tấm bia đá khắc chữ rune ở Jelling là di sản văn hóa thế giới của UNESCO
Trong thời Chiến tranh thế giới thứ nhất, trận Jutland (Battle of Jutland, từ 31.5 - 1.6.1916) là một trong các trận hải chiến lớn nhất ở ngoài khơi Jylland giữa Hải quân Hoàng gia Anh và Hải quân Đức

## Dân số
Bán đảo Jylland có 2.528.129 dân (năm 2008), tức 46% dân số toàn Đan Mạch. Mật độ dân số là 84,41/km2. Gần ½ số dân (khoảng 1,2 triệu) cư ngụ tại các thành phố dọc bờ biển phía đông từ Randers (bắc) tới Haderslev (nam) với diện tích 9.997 km2

## Việc phân địa hạt hành chính
Từ 1.4.1970 tới 31.12.2006, Jylland được chia thành 7 amt (tương đương tỉnh hạt) là: Nordylland, Ribe, Ringkjøbing, Sønderjylland, Viborg, Vejle và Aarhus.
Từ 1.1.2007, cuộc Cải cách cơ cấu đã bãi bỏ các amt và chia Jylland thành 3 vùng (region): vùng Bắc Jylland (Nordjylland), Trung Jylland (Midtjylland) và Nam Đan Mạch (Syddanmark), vùng này gồm cả đảo Fyn và các đảo nhỏ lân cận.

## Các thành phố lớn
- Aarhus (Århus): 228.674 dân
- Aalborg: 121.540 dân
- Esbjerg: 71.886 dân
- Randers: 55.909 dân
- Kolding: 55.045 dân
- Horsens: 50.983 dân
- Vejle: 49.928 dân
- Herning: 44.437 dân
- Silkeborg: 41.300 dân
- Fredericia: 37.074 dân
- Viborg: 34.114 dân
- Holstebro: 31.955 dân
- Hjørring: 24.813 dân
- Frederikshavn: 23.636 dân
- Skive: 20.572 dân